# ゲームのタネ!
「ゲームのタネ!」は、1996年に富士見ドラゴンブックから出版されたテーブルトークRPG関連書籍である。著者は山北篤/F.E.A.R.。ISBN 4-8291-4324-X

## 概要
山北篤がRPGマガジンに連載していた見開き2ページの記事「RPGいろはにほへと」の内容を再構成したものである。RPGマガジンでの連載はいろは順で47回に及んだが、その中で特にゲームデザインに有用と思われる回を抜き出
して加筆訂正が行われている。連載では九月姫のイラストが添えられていたが、本書では各項目ごとに竹本泉のイラストが書き下ろされている。

## 項目
- デザイナー
- 能力値
- 経験点
- 役割
- NPC
- 魅力
- 武器
- アーマー
- 白兵戦
- ロボット
- 罠
- 魔法
- ドラゴン
- 濡れ場
- 葬儀
- 法律
- マキャベリズム
- 旅
- 航海
- 日記
- 変身
- 矛盾